# Drużynowe mistrzostwa świata kobiet w brydżu sportowym – Venice Cup
Venice Cup – kobiece drużynowe mistrzostwa świata w brydżu sportowym. Pierwszy Venice Cup został rozegrany pomiędzy drużyną włoską (mistrzyniami Europy i Amerykańską. Mecz wygrały amerykanki 297:262 IMP. Od 1978 r. Venice Cup został adoptowany przez Światową Organizację Brydża jako oficjalne mistrzostwa świata.
W obecnym formacie (2011) Venice Cup w mistrzostwach świata spotyka się 22 najlepszych drużyn z całego świata. W pierwszej fazie odbywają się mecze każdy z każdym, a do drugiej fazy, ćwierćfinałów, przechodzi osiem drużyn i rozpoczynają się rozgrywki metodą pucharową (przegrywający odpada).

## Zwycięzcy i miejsca drużyny polskiej
| Rok                                                                | Drużyny | Miejsce | Skład drużyny |
| ------------------------------------------------------------------ | ------- | ------- | --- |
| 41. (19.), 16-29 września 2013, Nosa Dua, Indonezja                |         |         | |
| 2013                                                               | 22      | 1.      | Stany Zjednoczone USA-2: · Hjordis Eythorsdottir, Jill Levin, Jill Meyers, Janice Seamon-Molson, Jenny Wolpert, Migry Zur-Campanile        |
|                                                                    |         | 2.      | Anglia England: · Sally Brock, Fiona Brown, Heather Dhondy, Nevena Senior, Nicola Smith, Susan Stockdale                                   |
|                                                                    |         | 3.      | Holandia Netherlands: · Carla Arnolds, Marion Michielsen, Jet Pasman, Anneke Simons, Meike Wortel, Wietske van Zwol                        |
|                                                                    |         | 5.      | Polska Poland: · Cathy Bałdysz – Anna Sarniak, Katarzyna Dufrat – Joanna Taczewska, Danuta Kazmucha – Justyna Żmuda                        |
| 40. (18.), 15-29 października 2011, Veldhoven, Holandia            |         |         | |
| 2011                                                               | 22      | 1.      | Francja France · Véronique Bessis, Bénédicte Cronier, Catherine d'Ovidio, Danièle Gaviard, Joanna Zochowska, Sylvie Willard                |
|                                                                    |         | 2.      | Indonezja Indonesia · Lusje Olha Bojoh, Fera Damayanti, Suci Amita Dewi, Kristina Wahyu Murniati, Liem Riantini, Julita Grace Tueje        |
|                                                                    |         | 3.      | Holandia Netherlands · Carla Arnolds, Laura Dekkers, Marion Michielsen, Jet Pasman, Anneke Simons, Bep Vriend                              |
|                                                                    |         | 11.     | Polska Poland · Grażyna Brewiak, Ewa Harasimowicz, Danuta Kazmucha, Anna Sarniak, Małgorzata Sawicka, Justyna Żmuda                        |
| 39. (17), 29 sierpnia - 12 września 2009, São Paulo, Brazylia      |         |         | |
| 2009                                                               | 22      | 1.      | Chiny China · Dong Yongling, Liu Yiqian, Lu Yan, Sun Ming, Wang Hongli, Wang Wenfei                                                        |
|                                                                    |         | 2.      | Stany Zjednoczone USA 1 · Lynn Baker, Lynn Deas, Irina Lewitina, Karen McCallum, Beth Palmer, Kerri Sanborn                                |
|                                                                    |         | 3.      | Francja France · Danièle Gaviard, Véronique Bessis, Bénédicte Cronier, Catherine d'Ovidio, Elisabeth Hugon, Sylvie Willard                 |
| 38. (16.), 29 września - 13 października 2007, Szanghaj, Chiny     |         |         | |
| 2007                                                               | 22      | 1.      | Stany Zjednoczone USA 1 · Jill Levin, Irina Lewitina, Jill Meyers, Hansa Narasimhan, Debbie Rosenberg, Joanna Stansby                      |
|                                                                    |         | 2.      | Niemcy Germany · Anja Alberti, Sabine Auken, Barbara Hackett, Pony Nehmert, Mirja Schraverus-Meuer, Daniela von Arnim                      |
|                                                                    |         | 3.      | Chiny China Global Times · Gu Ling, Liu Yiqian, Sun Ming, Wang Hongli, Wang Wenfei, Zhang Yalan                                            |
| 37. (15.), 22 października - 5 listopada 2005, Estoril, Portugalia |         |         | |
| 2005                                                               | 22      | 1.      | Francja France · Bénédicte Cronier, Danièle Gaviard, Catherine d'Ovidio, Sylvie Willard (Nathalie Frey, Vanessa Reess)*                    |
|                                                                    |         | 2.      | Niemcy Germany · Anja Alberti, Sabine Auken, Barbara Hackett, Pony Nehmert, Mirja Schraverus-Meuer, Daniela von Arnim                      |
|                                                                    |         | 3.      | Holandia Netherlands · Carla Arnolds, Femke Hoogweg, Jet Pasman, Anneke Simons, Bep Vriend, Wietske van Zwol                               |
| 36. (14.), 2-15 listopada 2003, Monte Carlo, Monako                |         |         | |
| 2003                                                               | 18      | 1.      | Stany Zjednoczone USA 1 · Betty Ann Kennedy, Jill Levin, Sue Picus, Janice Seamon-Molson, Tobi Sokolow, Kathie Wei-Sender                  |
|                                                                    |         | 2.      | Chiny China · Gu Ling, Wang Hongli, Wang Liping, Wang Wenfei, Zhang Yalan, Zhang Yu                                                        |
|                                                                    |         | 3.      | Holandia Netherlands · Carla Arnolds, Jet Pasman, Anneke Simons, Bep Vriend, Marijke van der Pas, Wietske van Zwol                         |
| 35. (13.), 21 października - 3 listopada 2001, Paryż, Francja      |         |         | |
| 2001                                                               | 18      | 1.      | Niemcy Germany · Sabine Auken, Pony Nehmert, Andrea Rauscheid, Daniela von Arnim (Katrin Farwig, Barbara Hackett)*                         |
|                                                                    |         | 2.      | Francja France · Véronique Bessis, Bénédicte Cronier, Catherine d'Ovidio, Sylvie Willard (Catherine Fishpool, Elisabeth Hugon)***          |
|                                                                    |         | 3.      | Stany Zjednoczone USA 2 · Mildred Breed, Petra Hamman, Joan Jackson, Robin Klar, Shawn Quinn, Kay Schulle                                  |
| 34. (12.), 7-21 stycznia 2000, Southampton Parish, Bermudy         |         |         | |
| 2000                                                               | 20      | 1.      | Holandia Netherlands · Jet Pasman, Anneke Simons, Martine Verbeek, Bep Vriend, Marijke van der Pas, Wietske van Zwol                       |
|                                                                    |         | 2.      | Stany Zjednoczone USA 1 · Renee Mancuso, Jill Meyers, Randi Montin, Shawn Quinn, Janice Seamon-Molson, Tobi Sokolow                        |
|                                                                    |         | 3.      | Dania Denmark · Trine Bilde Kofoed, Dorte Cilleborg, Bettina Kalkerup, Kirsten Steen Møller, (Mette Drøgemüller, Charlotte Koch-Palmund)** |
| 33. (11.), 19 października - 1 listopada 1997, Hammamet, Tunezja   |         |         | |
| 1997                                                               | 18      | 1.      | Stany Zjednoczone USA 1 · Lisa Berkowitz, Mildred Breed, Marinesa Letizia, Jill Meyers, Randi Montin, Tobi Sokolow                         |
|                                                                    |         | 2.      | Chiny China · Gu Ling, Lu Yan, Sun Ming, Wang Wenfei, Zhang Yalan, Zhang Yu                                                                |
|                                                                    |         | 3.      | Stany Zjednoczone USA 2 · Juanita Chambers, Lynn Deas, Irina Lewitina, Beth Palmer, Kerri Sanborn, Kathie Wei                              |
| 32. (10.), 8-20 października 1995, Pekin, Chiny                    |         |         | |
| 1995                                                               | 16      | 1.      | Niemcy Germany · Sabine Auken, Pony Nehmert, Andrea Rauscheid, Daniela von Arnim, (Karin Caesar, Marianne Mögel)*                          |
|                                                                    |         | 2.      | Stany Zjednoczone USA 1 · Karen McCallum, Kitty Munson, Sue Picus, Rozanne Pollack, Kerri Sanborn, Carol Simon                             |
|                                                                    |         | 3.      | Francja France · Véronique Bessis, Claude Blouquit, Bénédicte Cronier, Catherine d'Ovidio, Colette Lise, Sylvie Willard                    |
| 31. (9.), 29 sierpnia - 11 września 1993, Santiago, Chile          |         |         | |
| 1993                                                               | 16      | 1.      | Stany Zjednoczone USA 2 · Karen McCallum, Jill Meyers, Sharon Osberg, Sue Picus, Kerri Sanborn, Kay Schulle                                |
|                                                                    |         | 2.      | Niemcy Germany · Karin Caesar, Marianne Mögel, Pony Nehmert, Andrea Rauscheid, Daniela von Arnim, Sabine Zenkel                            |
|                                                                    |         | 3.      | Szwecja Sweden · Lisbeth Åström, Pyttsi Flodqvist, Linda Långström, Catarina Midskog, Bim Ödlund, Mari Ryman                               |
| 30. (8.), 29 września - 11 października 1991, Jokohama, Japonia    |         |         | |
| 1991                                                               | 16      | 1.      | Stany Zjednoczone USA 2 · Nell Cahn, Stasha Cohen, Lynn Deas, Sharon Osberg, Nancy Passell, Sue Picus                                      |
|                                                                    |         | 2.      | Austria · Gabriele Bamberger, Maria Erhart, Doris Fischer, Terry Weigkricht, (Rosi Spinn, Britta Widengren)***                             |
|                                                                    |         | 3.      | Chiny China · Gu Ling, Liu Yiqian, Sun Ming, Zhang Yalan (Shi Shaomin, Wang Liping)**                                                      |
| 29. (7.), 9-23 września 1989, Perth, Australia                     |         |         | |
| 1989                                                               | 10      | 1.      | Stany Zjednoczone USA · Kitty Bethe, Lynn Deas, G. Margie Gwozdzinsky, Karen McCallum, Beth Palmer, Kerri Shuman                           |
|                                                                    |         | 2.      | Holandia Netherlands · Carla Arnolds, Ellen Bakker, Ine Gielkens, Marijke van der Pas, Elly Schippers, Bep Vriend                          |
|                                                                    |         | 3.      | Kanada Canada · Francine Cimon, Dianna Gordon, Mary Paul, Sharyn Reus, Gloria Silverman, Katie Thorpe                                      |
| 28. (6.), 10-24 października 1987, Oho Rios, Jamajka               |         |         | |
| 1987                                                               | 10      | 1.      | Stany Zjednoczone USA 2 · Cheri Bjerkan, Juanita Chambers, Lynn Deas, Beth Palmer, Judi Radin, Kathie Wei                                  |
|                                                                    |         | 2.      | Francja France · Véronique Bessis, Hélène Bordenave, Ginette Chevalley, Bénédicte Cronier, Danièle Gaviard, Sylvie Willard                 |
|                                                                    |         | 3.      | Włochy Italy · Marisa Bianchi, Luciana Capodanno, Marisa D’Andrea, Carla Gianardi, Gabriella Olivieri, Anna Valenti                        |
| 27. (5.), 19 października - 2 listopada 1985, São Paulo, Brazylia  |         |         | |
| 1985                                                               | 10      | 1.      | Wielka Brytania Great Britain · Pat Davies, Sally Horton, Sandra Landy, Nicola Smith, (Michelle Brunner, Gillian Scott-Jones)*             |
|                                                                    |         | 2.      | Stany Zjednoczone USA 1 · Gail Moss, Betty Ann Kennedy, Jacqui Mitchell, Judi Radin, Carol Sanders, Kathie Wei                             |
|                                                                    |         | 3.      | Francja France · Véronique Bessis, Ginette Chevalley, Danièle Gaviard, Fabienne Pigeaud, Catherine Saul, Sylvie Willard                    |
| 25. (4.), 19-30 października 1981, Nowy Jork, USA                  |         |         | |
| 1981                                                               | 5       | 1.      | Wielka Brytania Great Britain · Pat Davies, Nicola Gardener, Sandra Landy, Sally Sowter, (Maureen Dennison, Diana Williams)*               |
|                                                                    |         | 2.      | Stany Zjednoczone USA · Nancy Gruver, Edith Kemp, Betty Ann Kennedy, Judi Radin, Carol Sanders, Kathie Wei                                 |
|                                                                    |         | 3.      | Brazylia Brazil · Agota Mandelot, Sylvia Mello, Elisabeth Murtinho, Suzy Powidzer, (Maria Lena Brito, Alice Saad)**                        |
| (3.), 17-30 czerwca 1978, Nowy Orlean, USA                         |         |         | |
| 1978                                                               | 5       | 1.      | Stany Zjednoczone USA · Mary Jane Farell, Emma Jean Hawes, Dorothy Hayden Truscott, Marilyn Johnson, Jacqui Mitchell, Gail Moss            |
|                                                                    |         | 2.      | Włochy Italy · Marisa Bianchi, Luciana Capodanno, Marisa D’Andrea, Enrichetta Gut, Andreina Morini, Anna Valenti                           |
|                                                                    |         | 3.      | Argentyna Argentina · María Teresa de Díaz, Adriana C. de Martínez de Hoz, Maria Elena Iacapraro, Marta Matienzo, Clara Monsegur           |
| 22. (2.), 2-8 maja 1976, Monte Carlo, Monako                       |         |         | |
| 1976                                                               | 2       | 1.      | Stany Zjednoczone USA · Emma Jean Hawes, Dorothy Hayden Truscott, Betty Ann Kennedy, Jacqui Mitchell, Gail Moss, Carol Sanders             |
|                                                                    |         | 2.      | Wielka Brytania Great Britain · Charley Esterson, Nicola Gardener, Fritzi Gordon, Sandra Landy, Rixi Markus, Rita Oldroyd                  |
| 20. (1.), 20-28 maja 1974, Wenecja, Włochy                         |         |         | |
| 1974                                                               | 2       | 1.      | Stany Zjednoczone USA · Bette Cohn, Emma Jean Hawes, Dorothy Hayden Truscott, Betty Ann Kennedy, Marietta Passell, Carol Sanders           |
|                                                                    |         | 2.      | Włochy Italy · Marisa Bianchi, Luciana Canessa, Rina Jabès, Maria Antonietta Robaudo, Anna Valenti, Maria Vittoria Venturini               |